# Destino sull'asfalto
Destino sull'asfalto (The Racers) è un film del 1955 diretto da Henry Hathaway.
È un film drammatico statunitense ambientato nel mondo delle corse automobilistiche con Kirk Douglas, Bella Darvi, Gilbert Roland e Cesar Romero. Douglas interpreta un autista di autobus italiano che diventa pilota automobilistico. Il film è adattato da un romanzo di Hans Ruesch.
Destino sull'asfalto fu rifatto per la televisione con l'episodio Men Against Speed, della serie televisiva antologica The 20th Century-Fox Hour, andato in onda il 12 dicembre 1956 sulla CBS.

## Produzione
Il film, diretto da Henry Hathaway su una sceneggiatura di Charles Kaufman con il soggetto di Hans Ruesch, fu prodotto da Julian Blaustein per la 20th Century Fox tramite la Julian Blaustein Productions e girato nei 20th Century Fox Studios a Century City in California.

## Distribuzione
Il film fu distribuito con il titolo The Racers negli Stati Uniti dal 4 febbraio 1955 al cinema dalla Twentieth Century Fox.
Alcune delle uscite internazionali sono state:
- in Giappone il 24 maggio 1955
- in Germania Ovest il 27 maggio 1955 (Der Favorit)
- in Svezia il 20 giugno 1955 (Djärva män)
- in Francia il 13 luglio 1955 (Parigi)
- in Belgio il 23 settembre 1955 (Le cercle infernal)
- in Austria nell'ottobre del 1955 (Der Favorit)
- in Danimarca il 3 ottobre 1955 (Den farlige leg)
- in Portogallo il 20 ottobre 1955 (Estes Homens São Perigosos)
- in Finlandia il 21 ottobre 1955 (Vauhtia veressä)
- in Francia (Le cercle infernal)
- in Brasile (Caminhos Sem Volta)
- in Spagna (Hombres temerarios)
- nel Regno Unito (Such Men Are Dangerous)
- in Italia (Destino sull'asfalto)

## Promozione
Le tagline sono:
- "Theirs was a love that never looked back...never stopped for breath!".
- "you've never seen anything to match its excitement and suspense!".

## Critica
Secondo il Morandini "Douglas sguazza nel personaggio di duro arrivista senza scrupoli, ma l'ambiente delle gare è tutto falso". Le interpretazioni degli attori si rivelano "poco convinte" e anche i personaggi risultano "convenzionali". Secondo Leonard Maltin il film è una "ritrita storia" che non può essere apprezzata neanche per l'interpretazione di Douglas e per le riprese nelle location d'Europa.